# 最後の旅
最後の旅（さいごのたび）は、美郷あきの21枚目のシングル。2011年2月23日にLantisから発売された。

## 概要
前作「僕らの自由」から約3ヶ月ぶりのリリースとなる2011年1作目のシングル。表題曲「最後の旅」はメロディアスなバラードで、テレビアニメ『スーパーロボット大戦OG -ジ・インスペクター-』の後期エンディングテーマとして使用された。

## 収録曲
1. 最後の旅
作詞：畑亜貴、作曲・編曲：黒須克彦
  - テレビアニメ『スーパーロボット大戦OG -ジ・インスペクター-』新エンディングテーマ
2. Lovers' Sympathy
  - 作詞：古屋真、作曲・編曲：佐々倉有吾
3. 最後の旅（off vocal）
4. Lovers' Sympathy（off vocal）